# Resurrection (Star Trek: Deep Space Nine)
"Resurrection" és el vuitè episodi de la sisena temporada de la sèrie de televisió de ciència-ficció estatunidenca Star Trek: Deep Space Nine, el 132è de tota la sèrie. Originalment es van emetre en redifusió a partir del 17 de novembre de 1997. El guió fou escrit per Michael Taylor i fou dirigit per LeVar Burton.
Ambientada al segle XXIV, la sèrie segueix les aventures a Espai Profund 9, una estació espacial situada prop d'un forat de cuc estable entre els Quadrants Alfa i Gamma de la Via Làctia, prop del planeta Bajor, mentre els bajorans es recuperen d'una brutal ocupació de dècades pels imperialistes cardassians. El Quadrant Gamma acull un imperi hostil conegut com el Domini, governat pels Fundadors que canvien de forma. El final de la cinquena temporada, "Call to Arms", va veure esclatar la guerra entre la Federació Unida de Planetes i el Domini, que pren el control d’Espai Profund 9, que és recuperat en episodis anteriors. En aquest episodi la Major Kira ha d'acceptar els seus sentiments quan arriba a l'Estació un home que té una estranya semblança amb algú del seu passat.
L'episodi es va estrenar amb puntuacions Nielsen de 5,1 punts.

## Argument
La versió de l'univers mirall de Vedek Bareil arriba a DS9 al transportador d'Operacions, prenent com a ostatge la major Kira Nerys a canvi d'una nau que pot utilitzar per fugir de l'estació. El capità Sisko els permet marxar, però fa un senyal a Odo amb l'aparença d'un codi d'autorització. Bareil i Kira arriben a la plataforma d'aterratge, però es barallen quan Kira s'adona que la seva arma no funciona; Bareil queda inconscient i és arrestat quan arriben Odo i un equip de seguretat.
Mentre és a la cel·la, Bareil convenç Kira que no té cap intenció de fer mal i que simplement està fugint de la tirànica Aliança. Li suplica que destrueixi el seu dispositiu de transport perquè no pugui ser portat de tornada al seu propi univers. Kira diu a Sisko que no vol presentar càrrecs. Sisko allibera Bareil, però adverteix Kira que recordi que aquest home no és el mateix Bareil que va conèixer.
El Bareil de l'Univers Mirall assisteix a una cerimònia religiosa bajorana amb Kira, que ha acceptat ajudar-lo a adaptar-se a la vida a l'Univers Principal. Aleshores, Kira convida Bareil a sopar amb els comandants Worf i Jadzia Dax; després, la parella va a les estances de Kira, on Bareil afirma que la seva parella és morta, i passen la nit junts.
L'endemà, Kira porta Bareil al temple bajorà per tenir una experiència amb l'Orb de la Profecia bajorà a petició seva. Quan Bareil torna sol a les seves estances, l'intendent (la contrapart de Kira a l'Univers Mirall) apareix des d'on ella s'havia estat amagant, revelant que tots dos estan involucrats en un elaborat complot per robar l'Orb de la Profecia; això els ajudaria a governar el seu propi poble a l'Univers Mirall i enderrocar per la força l'Aliança.
Després d'una interacció sospitosa amb Bareil, Quark adverteix al major Kira que Bareil probablement té la intenció de robar el Temple. Anant-hi, el sorprèn obrint la caixa forta on es guarda l'Orb. Kira és emboscada per l'intendent, que la sosté a punta de pistola, alegrant-se que Bareil mai es va preocupar per Kira i només l'havia utilitzat aquests dos últims dies. Bareil s'encén i sorprèn l'intendent, després d'haver canviat d'opinió després de veure un possible futur d'una vida amb Kira a l'Orb de la Profecia. Tanmateix, sap que això no pot ser, ja que és un lladre i mentider empedreït que d'alguna manera embrutaria les coses. Es transporta a si mateix i a l'intendent inconscient de tornada al seu propi univers, deixant enrere Kira i l'Orb.

## Actors convidats
- John Towey - Vedek
- Philip Anglim - Bareil Antos

## Reception
El 2018, CBR va incloure aquest episodi en una llista d'episodis de Star Trek que són "tan dolents que s'han de veure". Assenyalen això com un dels episodis temàtics de l'univers mirall de Star Trek.
El 2017, SyFy va classificar aquest com el pitjor episodi de l'univers mirall de Star Trek, però va elogiar algunes de les interaccions dels personatges.
El 2019, Screen Rant va classificar aquest episodi com un dels deu pitjors episodis de Star Trek: Deep Space Nine. They note that at that time it had a rating of 5.9/10, based on user rankings on the site IMDB.